# Insenatura di Skelton
L'insenatura di Skelton (in inglese Skelton Inlet) è un'insenatura larga circa 16 km situata sulla costa di Hillary, nella regione occidentale della Dipendenza di Ross, che si affaccia sul mare di Ross in Antartide. Localizzata al termine del ghiacciaio Skelton, l'entrata dell'insenatura si estende da capo Timberlake al promontorio Fishtail.

## Storia
L'insenatura di Skelton è stata scoperta durante la spedizione Discovery (1901-04) sotto il comando di Robert Falcon Scott e intitolata a Reginald Skelton, ingegnere capo della Discovery.